# Familia González Aguirre
Familia González Aguirre är en ort i Mexiko.   Den ligger i kommunen Tijuana och delstaten Baja California, i den nordvästra delen av landet, 2 300 km nordväst om huvudstaden Mexico City. Familia González Aguirre ligger 182 meter över havet och antalet invånare är 119.
Terrängen runt Familia González Aguirre är platt åt sydväst, men åt nordost är den kuperad. Runt Familia González Aguirre är det tätbefolkat, med 913 invånare per kvadratkilometer. Närmaste större samhälle är Tijuana, 9,4 km norr om Familia González Aguirre. Omgivningarna runt Familia González Aguirre är i huvudsak ett öppet busklandskap.